# Quiloury
Der Quiloury (französisch: Ruisseau le Quiloury) ist ein kleiner Fluss in Frankreich, der im Département Côtes-d’Armor in der Region Bretagne verläuft. Er entspringt an der Gemeindegrenze von Le Mené und Saint-Glen, entwässert generell Richtung Ostnordost und mündet nach rund 15 Kilometern im Gemeindegebiet von Plénée-Jugon als linker Nebenfluss in den Arguenon. 

## Orte am Fluss
(Reihenfolge in Fließrichtung)
- Les Bouillons, Gemeinde Le Mené
- Le Vau Hamon, Gemeinde Saint-Glen
- La Ville Morin, Gemeinde Penguily
- Quilloury, Gemeinde Le Mené
- Plénée-Jugon